# Judy Chicago
Judy Chicago   (Chicago, 20 de juliol de 1939), pseudònim de Judith Sylvia Cohen, és una pintora, escultora, educadora, escriptora i pionera de l'art feminista estatunidenca. Va ser aclamada per la crítica a la dècada de 1970 per la seva obra The Dinner Party.
La seva mare va saber transmetre als seus fills la seva passió per l'art. Aquesta influència seria decisiva tant en la carrera artística de Judy, com en la del seu germà Ben com a ceramista. Als tres anys va començar a dibuixar i als cinc ja tenia clar que es volia dedicar al món de l'art. Va fer les proves per entrar a l'Institut d'Art de Chicago, però no les va superar.

## Formació
L'any 1957, gràcies a una beca, es trasllada a Los Angeles per començar a estudiar en l'Escola d'Art de l'UCLA (Universitat de Califòrnia, Los Angeles). Durant els anys d'universitat es va convertir en activista política, i va començar a dissenyar els cartells per l'UCLA NAACP (National Association for the Advancement of Colored People) i finalment es va convertir en secretària d'aquesta associació.
El 1959 coneix Jerry Gerowitz, deixa l'escola i se'n va a viure amb ell. Per primer cop té un estudi propi per treballar. Un any més tard torna a la universitat per acabar els estudis. Es casen el 1961, i a l'any següent ella es llicencia en Belles Arts i es converteix en membre de la famosa i selectiva Phi Beta Kappa Society (fundada el 1776, és la sociedad més antiga i respectada dels Estats Units: el seu principal objectiu és reconèixer els estudiants que s'han distingit en les arts i les ciències). Un any més tard, Jerry Gerowitz mor en un accident automobilístic, fet que marcarà profundament Judy. L'any 1964 obté el màster de Belles Arts d'UCLA.
L'any 1965 realitza la seva primera exposició individual a la galeria de Rolf Nelson a Los Angeles. Quatre anys més tard, el 1969, mostra una sèrie d'escultures esfèriques de plàstic acrílic i una sèrie de dibuixos al Museu d'Art de Pasadena. La crítica va afirmar que el treball de Judy estava en l'avantguarda de l'art conceptual. També s'inicia en el camp de les performance: amb l'ús de focs artificials i pirotècnia crea atmosferes per intentar “suavitzar i feminitzar” el paisatge.
En aquesta època, Judy comença a explorar la sexualitat en el seu treball. Crea els Lifesavers Pasadena, pintures acríliques abstractes sobre plexiglàs. Segons l'artista, aquesta obra representa el punt d'inflexió en el seu treball en relació amb la sexualitat i la representació de les dones.

### El naixement de Judy Chicago: de Cohen a Gerowitz a Chicago
Judy s'anava fent un nom com a artista, però no se sentia connectada al seu cognom Cohen, que li havia donat el seu pare, ni al cognom que havia adquirit en casar-se, Gerowitz. Va decidir canviar-se el cognom per un altre d'independent, que no estigués connectat a cap home ni per matrimoni ni per herència. El galerista Rolf Nelson li va posar el sobrenom de Judy Chicago, a conseqüència del fort accent de Chicago que tenia l'artista. De manera que Judy va decidir adoptar-lo com a propi. Per canviar legalment el nom havia d'aconseguir la signatura del que aleshores era el seu marit (Lloyd Hamrol). Per celebrar el canvi de nom va fer una invitació vestida com un boxejador, amb una samarreta amb el seu nou cognom. Aquesta invitació es va publicar en la revista Artforum l'octubre de 1970.

## Carrera artística

### Moviment feminista dels anys 70
L'any 1970 organitza el primer curs d'art feminista al CalArts, California State College, de Fresno. A l'any següent, juntament amb Miriam Schapiro van fundar i impartir el primer programa d'art feminista a la California School of Art de Los Angeles.

### Womanhouse
El 1972 Chicago i Schapiro, en col·laboració amb 21 estudiants del seu programa, van crear el projecte Womanhouse. En una propietat buida de Los Angeles van recrear disset ambients que feien referència a la discriminació que patien les dones dins de l'àmbit domèstic. A la cuina es va posar temes de nutrició, en referència a la mare nutricia, i al bany una reflexió sobre la menstruació. En aquesta instal·lació es van dur a terme també performances feministes com Cock and Cunt Play creada per Chicago.

### The Dinner Party
El 1973 funda el Taller d'estudis feministes, un espai expositiu per a l'art feminista a on, a més, es donaven classes d'art. A partir de l'any següent comença a treballar en el que serà el seu projecte més icònic: The Dinner Party. L'execució d'aquesta obra es va dur a terme entre el 1974 i el 1979.
L'obra consisteix en la recreació d'un sopar imaginari per a dones cèlebres. Les convidades eren des de personatges històrics o mitològics (la deessa primigènia) fins a pintores contemporànies (Georgia O’Keeffe) que havien influït directament en l'obra de Chicago. Les protagonistes soparien al voltant d'una taula en forma de triangle equilàter, en cada un dels costats hi havia tretze serveis, amb les seves corresponents estovalles, plats, copes i coberts amb el nom d'un personatge femení famós: Gea, Hatshepsut, Safo de Lesbos, Leonor d'Aquitània, Christine de Pisan, Emily Dickinson o Virginia Woolf…
El terra sobre el qual es recolza la taula està format per nou-centes noranta-nou rajoles blanques de forma triangular. En cada una d'aquestes s'inscriu el nom d'alguna personalitat femenina en lletres daurades.
L'obra es va presentar per primer cop al Museum of Modern Art de San Francisco l'any 1979. Després d'haver estat exposada en diferents països, des de l'any 2007 l'obra està en exposició permanent al Centre d'Art Feminista Elisabeth Al Sackler del Brooklyn Museum de Nova York.

### Birth Project
A partir de l'any 1980 fins a 1985, du a terme Birth Project. Havia observat que no existia iconografia sobre el tema del naixement en l'art occidental, de manera que Chicago dissenya una sèrie d'imatges sobre la creació i el naixement per ser brodats, que van dur a terme 150 experts de tot el país.

### PowerPlay
Per completar el BirthProject, crea el PowerPlay, que durà a terme entre 1982 i 1985. Consisteix en un cicle d'imatges dedicat a la masculinitat i l'ús abusiu del poder. Des del punt de vista de la crítica feminista analitza la construcció sexual de la masculinitat, explorant com les definicions predominants afecten el món en general i els homes en particular.

### Holocaust Project: From darkness into light
El 1985 comença aquest nou projecte que no finalitzarà fins a 1993. El treball se centra en el concepte jueu del Tikkun (idea optimista de la salvació i la restauració del món) i posa de relleu les experiències al camp de concentració de les víctimes de l'holocaust. És compost per una sèrie d'imatges que alternen la pintura de Chicago amb la fotografia de Donal Woodman (el seu marit) i amb treballs artesans de vidre amb color i tapisseria, dissenyada per Chicago i duta a terme per artesans especialitzats. El projecte inclou una imatge, One must Scream, basada en dos supervivents que van sorgir del crematori de Birkenau.

### Resolutions: A Stich in Time
En el seu darrer projecte, iniciat el 1994, va comptar amb l'ajuda de brodadores i brodadors, especialistes amb els quals havia treballat amb anterioritat. L'obra alterna una sèrie de pintures i peces brodades que reinterpreten dites populars i proverbis. L'exposició es va inaugurar el juny de 2000 al Museu d'Art i Disseny de Nova York, i va estar de gira per diferents estats d'USA i Canadà.
Al llarg de tot el 2014, i coincidint amb el 75è aniversari de Judy Chicago, s'ha realitzat una sèrie d'exposicions commemoratives i esdeveniments en diverses galeries i institucions dels Estats Units, com el Museu Palmer de la Universitat Estatal de Pennsilvania, el Museu Nacional de Dones Artistes de Washington, la Biblioteca Schlesinger, Museu de Brooklyn i el Museu d'Art de Nou Mèxic, entre d'altres.